# (6009) Yuzuruyoshii
(6009) Yuzuruyoshii es un asteroide perteneciente al cinturón de asteroides, región del sistema solar que se encuentra entre las órbitas de Marte y Júpiter, descubierto el 24 de marzo de 1990 por Eleanor F. Helin desde el Observatorio del Monte Palomar, Estados Unidos.

## Designación y nombre
Designado provisionalmente como 1990 FQ1. Fue nombrado Yuzuruyoshii en homenaje a Yuzuru Yoshii, director del Instituto de Astronomía de la Universidad de Tokio. Su interés de investigación incluye la formación y evolución de galaxias, dinámica galáctica y cosmología observacional. Es famoso por el descubrimiento del componente de disco grueso de la galaxia Vía Láctea.

## Características orbitales
Yuzuruyoshii está situado a una distancia media del Sol de 2,437 ua, pudiendo alejarse hasta 2,804 ua y acercarse hasta 2,070 ua. Su excentricidad es 0,150 y la inclinación orbital 22,72 grados. Emplea 1390,11 días en completar una órbita alrededor del Sol.

## Características físicas
La magnitud absoluta de Yuzuruyoshii es 12,8. Tiene 10,319 km de diámetro y su albedo se estima en 0,151. 